# Vedacit
Vedacit é uma empresa brasileira do Grupo Baumgart, que comercializa produtos de impermeabilizantes e materiais de construção. A empresa atua no Brasil e em outros países da América do Sul como Uruguai, Paraguai, Bolívia e Chile. Suas fábricas ficam nas cidades de São Paulo e Itatiba, no estado de São Paulo e na cidade de Salvador, na Bahia, fica a Vedacit do Nordeste S.A. Faturou em 2020 cerca de R$ 542 milhões.

## História
Em 1936, após alguns nos estudando na Alemanha, Otto Baumgart veio para São Paulo e fundou a Otto Baumgart Indústria e Comércio Ltda., iniciando a produção do impermeabilizante Vedacit, produto com o qual fez fortuna.
Anos mais tarde, a indústria diversificou sua atuação, produzindo também itens para calefação, vedação e proteção de lajes, concretos, argamassas e mantas asfálticas, sendo um dos responsáveis pela pavimentação asfáltica da Avenida 9 de Julho, no centro de São Paulo.
Em 1955, a empresa se mudou para a Vila Isolina Mazzei, onde permanece com sua sede até hoje. Em 1983, inaugurou sua fábrica em Salvador, denominada Vedacit do Nordeste S.A. Sua linha de produtos oferece além dos tradicionais impermeabilizantes Vedacit, mais de 100 produtos diferentes entre abrasivos, recuperadores de estruturas, aditivos para concreto, argamassas, etc.

A Vedacit forneceu materiais para diversas obras de grande porte em todo o Brasil como na construção da Ponte Estaiada Octavio Frias de Oliveira, da Usina de Itaipú, da Avenida 9 de Julho, além de prédios, pontes, túneis, shoppings e afins. A empresa patrocina desde 2020, o time de voleibol da cidade de Guarulhos, o Vedacit Vôlei Guarulhos que participa do campeonato paulista de voleibol.